# West Ham United FC
West Ham United FC (celým názvem: West Ham United Football Club) je anglický fotbalový klub, který sídlí ve čtvrti Stratford ve východním Londýně. Založen byl v roce 1895 pod názvem Thames Ironworks FC. Svůj současný název nese od roku 1900. Od sezóny 2012/2013 působí v Premier League (nejvyšší soutěž v Anglii).
Původní barvou týmu byla tmavě modrá, kvůli předsedovi Temžských železáren Arnoldu Hillsovi, bývalému studentovi Oxfordské univerzity. Nicméně tým používal různé sestavy, včetně rudé a nebesky modré barvy, které používá dnes na dresech pro domácí zápasy. Kladiváři trvale přijali rudou a nebesky modrou pro domácí zápasy v létě roku 1899.
Své domácí zápasy odehrává na Olympijském stadionu s kapacitou 60 000 diváků.

## Historie

#### Shrnutí
Klub byl založen roku 1895, o rok později se připojil k London League a v sezóně 1897/98 ji vyhrál ještě pod názvem Thames Iron Works. V roce 1900 se z Thames Iron Works přejmenoval na West Ham United. Svoje první představení v ligové soutěži se odehrálo v roce 1919. O 4 roky později (1923), kdy klub postoupil do nejvyšší soutěže se dostal také do finále FA Cupu ve Wembley. Po dlouhé době se klub připomněl vítězstvím FA Cupu v roce 1964 a o rok později vítězstvím v evropské soutěži Pohár vítězů pohárů. Další triumf v FA Cupu přišel v roce 1975.
Těžké období přišlo v roce 1978, kdy tým neminul pád do Second Division. V roce 1980 se klub stále topil ve druhé lize, ale Anglii šokoval výhrou ve finále FA Cupu proti Arsenalu poměrem 1:0. Klub se stále nořil ve druhé lize, ale vzestup se konal v roce 1993, kdy West Ham United postoupil do nejvyšší soutěže s názvem Premier League. To trvalo 10 let, když klub opět sestoupil. Rok 2005 se pro Kladiváře odvíjel dobře a v play-off Championship klub vybojoval výhru nad Prestonem 1:0 brankou Bobbyho Zamory.

#### 1901-1961
West Ham United vstoupil do Western League v sezóně 1901 a působil v Southern Division 1. V roce 1907 byl West Ham korunován za šampiona divize Western League 1B, následně porazil šampiona 1A Fulham 1:0, čímž se staly celkovým šampiónem celé Western League. Klub nadále hrával své zápasy na Memorial Grounds v Plaistow (financovaném Arnold Hills), ale v roce 1904 se přestěhoval na hřiště v oblasti Upton Park. První zápas West Hamu v jejich novém domově byl proti velkým rivalem Millwall FC, který přilákal desetitisícový dav. West Ham tento zápas vyhráli 3:0.
V roce 1919 West Ham získali vstup do Football League Second Division, když jejich první zápas s Lincoln City skončil remízou 1:1. V roce 1923 postoupily do Division One, čímž se dostal i na vůbec první FA Cup. Finále se konalo na starém stadionu ve Wembley. Jejich oponenty byli Bolton Wanderers. Na zápas přišlo podívat odhadem 200 000 lidí a jeho výsledek byl 2:0 ve prospěch Boltonu. Tým zaznamenával v Division One smíšené úspěchy, ale svůj status si udržel deset let. Dalším úspěchem bylo semifinále FA Cupu, kde se tým dostal v roce 1933.
V roce 1932 sestoupil West Ham do Division Two a dlouholetý člen Syd King byl po 32 letech působení v klubu (jako manažer i a jako hráč v letech 1899 až 1903) odvolán. Po vypadnutí měl King psychické problémy. Na zasedání správní rady se objevil opilý a krátce poté spáchal sebevraždu. Na jeho místo nastoupil jeho asistent manažera Charlie Paynter, který sám působil ve West Hamu na několika postech od roku 1897 a který v této funkci zůstal až do roku 1950 – celkem 480 zápasů. Klub strávil většinu následujících 30 let v této divizi, nejprve pod vedením Paynter a potom později pod vedením bývalého hráče Tedy Fentona. Fentonovi se podařilo dostat klub na nejvyšší úroveň až v roce 1958.

#### 1961-1978
V roce 1961 byl Ron Greenwood jmenován Fentonovým nástupcem a v 1964 West Ham zvítězili ve finále FA Cupu. Tým vedl mladý Bobby Moore. West Ham také vyhrál Evropský pohár vítězů pohárů. Během mistrovství světa FIFA 1966 byly klíčovými členy vítězných turnajových turnajů v Anglii hráči West Hamu včetně kapitána Bobbyho Moora; Martin Peters (který skóroval ve finále); a Geoff Hurst, který vstřelil první a jediný hattrick ve finále mistrovství světa mužů. Všichni tři hráči prošli přes mládežnický tým West Hamu.
FA Cup vyhráli i v roce 1975 poražením Fulhamu, tentokrát 2:0. Tým Fulhamu měl bývalých anglických kapitánů Alana Mulleryho a legendu West Hamu Bobbyho Moora. Po náročném začátku sezóny 1974–1975 se Greenwood přesunul "na horní patro", aby se stal generálním manažerem, a aniž by o tom informoval správní radu, jmenoval svého asistenta Johna Lyalem za manažera týmu. Výsledkem byl okamžitý úspěch – tým vstřelil 20 gólů ve svých prvních čtyřech zápasech a vyhrál FA Cup. Stal se posledním týmem, který vyhrál FA Cup s čistě anglickou sestavou, ve zmíněném finále proti Fulham. Lyall pak přivedl West Ham k dalšímu finále Evropského poháru vítězů pohárů v roce 1976, kde však prohrál zápas 4:2 s belgickým Anderlechtem. Greenwoodové působení ve funkci generálního ředitele trvalo necelé tři roky.

#### 1978-2005
V roce 1978 West Ham znovu sestoupili do Division Two, ale Lyall zůstal jako manažer a vedl tým k finálovému vítězství v FA Cupu proti Arsenalu v roce 1980, což byla jejich poslední velká trofej. Do finále se dostali když porazili v semifinále Everton. The Hammers vyhráli těsným skóre 1:0, když gól vstřelil v 13. min. Trevor Brooking. Je to pozoruhodné, protože od té doby žádný tým mimo nejvyšší ligy nezískal tuto trofej. West Ham se v roce 1981 znovu vrátili do Division One a další tři sezóny se umístili v top desítce první divize. V sezóně 1985–1986 klub dosáhl vůbec nejvyšší – třetí místo v lize; zásluhu na tom měla skupina hráčů známá jako The Boys of 86. V roce 1989 však opět sestoupili, což mělo za následek Lyallovo vyhození. Lyall tak opustil West Ham po 34 letech.
West Ham se vrátili do nejvyšší soutěže v sezóně 1990/91, tentokrát pod vedením bývalého hráče jménem Billy Bonds. Sezóna v nejvyšší soutěži jim však vůbec nevyšla a na její konci se vrátili zpět do nižší soutěže.  Výkony jako na houpačce pokračovaly a hned další sezóny byly West Ham zpět poté co obsadili druhé místo v Division 2.
V roce 1999 West Ham skončil pátý, což je jejich nejvyšší pozice v elitě od roku 1986. Získali také vítězství v Intertoto Cupu když porazili francouzský klub Metz, aby se kvalifikovali do Poháru UEFA 1999-2000. Výsledky se však začaly zhoršovat a po sérii špatných investic byl tehdejší manažer Redknapp propuštěn. Spolu s ním odešli i velké hvězdy – jeho asistent Frank Lampard, což nevyhnutelně znamenalo prodej jeho syna Franka Lamparda mladšího. když v létě 2001 nastoupil do Chelsea za 11 milionů £. Po kolísavých výkonech následující roky se West Ham vrátili zpět do Premier League v roce 2005.

#### 2005-2016
Po návratu do nejvyšší divize skončil West Ham na devátém místě. Vrcholem sezóny 2005-06 však bylo finále FA Cupu, kde po nerozhodném výsledku 3:3 s Liverpoolem se zápas rozhodl až v penaltovém rozstřelu. West Ham prohrál rozstřel, ale přesto získal vstupenku do Poháru UEFA, protože Liverpool se již kvalifikoval do Ligy mistrů.
Kontrakty s hráči Mascherano a Tevez byly vyšetřovány samotnou Premier League kvůli podezření z machinací podrobností o přestupech z úředních záznamů. Klub byl uznán vinným a v dubnu 2007 byl pokutován částkou 5,5 milionu £. West Ham se vyhnul odpočtu bodů, a toto se nakonec stalo kritickým při jejich setrvání v nejvyšší soutěži na konci sezóny 2006–2007. West Ham unikl sestupu tím, že vyhrál sedm ze svých posledních devíti zápasů, včetně výhry 1:0 nad Arsenalem (Za Arsenal také nastoupil Tomáš Rosický), a v poslední den sezóny šokující porazil nově korunovaného mistra ligy Manchester United 1:0. Gól sezóny vstřelil Argentinec Carlos Tévez v 45. minutě, díky čemuž West Ham obsadili 15. místo.
V sezóně 2007–2008 zůstal West Ham stabilně v horní polovině ligové tabulky. V posledním zápase sezóny na hřišti Boleyn Ground zaznamenal West Ham remízu 2:2 proti Aston Ville, čímž si zajistil desátou příčku a tříbodový náskok před Tottenham Hotspur. Ve srovnání se sezónou 2006–2007 to bylo vylepšení o pět míst, a co je nejdůležitější, West Hamu v této sezóně nehrozila reálná hrozba vypadnutí.
Alan Curbishley rezignoval na post manažera klubu 3. září 2008. Jeho nástupcem se stal bývalý útočník Chelsea Gianfranco Zola, který se 11. září 2008 stal prvním klubovým manažerem pochádzaji z mimo Spojené království. V sezóně 2008–2009 skončil West Ham na devátém místě, což je vylepšení o jedno místo. Zola zůstal v týmu do 11. května 2011.
3. června 2010 podepsal s týmem čtyřletý kontrakt Avram Grant. Forma West Hamu byla však nadále špatná, protože tým se zřídka nacházel mimo pásma sestupu a čtvrtfinálová výhra v Ligovém poháru 4:0 nad Manchesterem United byla v slabé sezóně jediným z mála jasných bodů. Forma West Hamu v Premier League však naštěstí neovlivnila jejich formu ve dvou domácích pohárech. Kladiváři se dostali do semifinále Ligového poháru, když je s výsledkem 3:1 vyřadili koneční vítězové Birmingham City a čtvrtfinále poháru FA skončilo jejich porážkou 2:1 v Stoke City.
15. května 2011 bylo v zápase s Wigan Athletic na stadionu DW potvrzeno vypadnutí West Hamu do Championship. Průběh zápasu byl dramatický, když West Ham v prvním poločase už v 26. minutě vedli brankami Demba Ba 0:2. Wigan se však dostal zpět do zápasu a gólem Charlese N'Zogbia v 90. minutě zvítězil 3:2. Po prohře West Ham propustil manažera Avrama Granta a 1. června 2011 byl jako jeho náhradník jmenovaný Sam Allardyce.
V sezóně 2011-12 skončil klub v Championship s 86 body třetí, čímž se dostal do play-off kde v semifinále porazili Cardiff City s celkovým skóre 5:0. Ve finále proti Blackpoolu ve Wembley 19. května 2012 si West Ham zajistil postup do Premier League vítězstvím 2:1 díky gólu hráče jménem Ricardo Jorge Vaz Té 88. minutě.
West Ham při svém návratu do Premier League podepsal kontrakt na dobu neurčitou s bývalými hráči James Colllinso a George McCartney také si "pronajal" Matta Jarvise a Andyho Carrolla. Svůj první zápas v sezóně vyhráli 18. srpna 2012 1:0 proti Aston Ville díky gólu Kevina Nolana. Vrcholem první poloviny sezóny bylo domácí vítězství 3:1 proti úřadujícímu mistrovi Evropy Chelsea z 1. prosince 2012. V letech 2013-14 skončil West Ham na 13. místě v Premier League. Také se dostali do semifinále Ligového poháru a celkově prohráli 9:0 s pozdějšími vítězi Manchester City.
V sezóně 2014–2015 končil West Ham v Premier League na 12. místě, co bylo jedno místo vyšší než v předchozí sezóně. V letech 2014–2015 se West Ham staly vítězem Fair Play v Premier League a kvalifikovali se do Evropské ligy 2015.
9. června 2015 byl bývalý hráč West Hamu Slaven Bilić jmenován do funkce manažera s tříletým kontraktem. Ve čtvrtém Bilićovom zápase na čele týmu zvítězil na Anfield poprvé za 52 let, když zvítězil nad Liverpoolem 0:3, střelci byli Manuel Lanzini, Mark Noble a Diafra Sakho. Na konci sezóny skončil West Ham v Premier League na 7. místě. Tým tak překonal ve své klubové éře Premier League hned několik rekordů, například nejvyšší počet bodů (62), nejvyšší počet gólů v sezóně (65), nejméně prohraných zápasů v sezóně (8) a nejnižší počet porážek na cizím trávníku (5). Tato sezóna byla také poslední sezónou na hřišti Boleyn Ground a končí se tak 112leté působení na tomto stadionu.

## Historické názvy
Zdroj: 
- 1895 – Thames Ironworks FC (Thames Ironworks Football Club)
- 1900 – West Ham United FC (West Ham United Football Club)

## Získané trofeje

### Vyhrané domácí soutěže
- FA Cup (3×)
  - 1963/64, 1974/75, 1979/80
- Community Shield (1×)
  - 1964

### Vyhrané mezinárodní soutěže
- Konferenční liga UEFA ( 1x )
  - 2022/23

- Pohár vítězů pohárů (1×)
  - 1964/65

## Stadion

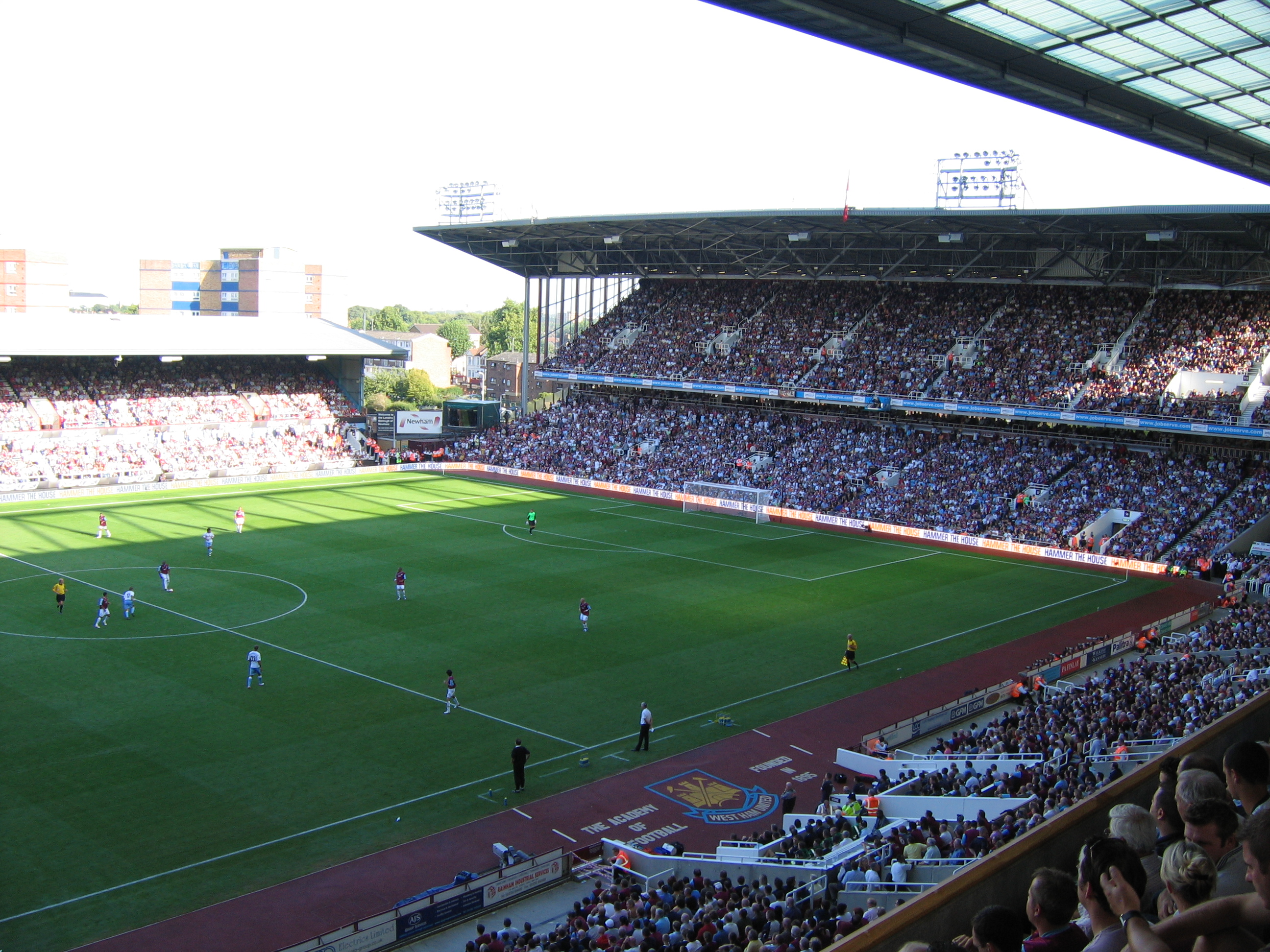
Boleyn Ground, bývalý stadion United

Původně hrával klub na stadionu Boleyn Ground v Upton Parku. West Ham United se sem stěhoval v roce 1904, kdy si ho pronajal od londýnského okresu. V prostorách Upton Parku stál zelený dům, kde byla škola i Boleynský hrad. Dnes je nazýváno spíš bývalé sídlo West Hamu United část Upton Park, než nezvyklý Boleyn Ground. Stadion byl v roce 1990 zrekonstruován. Celková kapacita stadionu byla 35 016 diváků. V plánu kdysi byla rekonstrukce stadionu, která měla přidat 10 tisíc nových míst na East Stand (jižní tribuna). Ovšem bývalý předseda Eggert Magnússon naznačil ambice West Hamu přejít po LOH 2012 v Londýně na Olympijský stadion.
Poslední zápas hrající se na Boleyn Ground byl uskutečněn 10. května 2016, kdy West Ham porazil v ligovém zápase Manchester United FC poměrem 3:2. Před začátkem sezóny 2016/17 se West Ham United definitivně přestěhoval na relativně nový Olympijský stadion ležící ve Stratfordu.

## Rivalové
West Ham silně soupeří s několika dalšími kluby. Většina jsou jiné londýnské kluby, především ze sousedících čtvrtí, patří mezi ně Millwall, Tottenham, Arsenal a také Chelsea, kde je napětí stupňováno rivalitou mezi východem a západem Londýna. Soupeření mezi West Hamem a Tottenhamem bylo podporováno hráči, jako je Jermain Defoe, který se po opuštění Kladivářů přidal k Tottenhamu. Většina zápasů je hodnocena jako riziková. Rivalitu také prohloubil bývalý Kladivář, dnes manažer Tottenhamu Harry Redknapp.
Nejhlubší a nejstarší rivalita panuje mezi West Hamem a Millwallem, jejichž utkání jsou též známá jako East London Derby. Obě strany byly v historii týmy továren soupeřících o zakázky, hráči žili a pracovali ve stejné lokalitě. Proto je raná historie těchto dvou klubů velmi propojena. Tým West Hamu se ukázal být úspěšnějším v řadě jednání a sporů mezi týmy, což nakonec vedlo k vyšší úrovni West Hamu. Millwall se později odmítl připojit do rodící se fotbalové ligy, zatímco West Ham odešel do FA Cupu, kde se držel v přední části tabulky.
Soupeření Millwallu s West Hamem přineslo značnou dávku násilí a je jedním z nejznámějších ve světě fotbalového chuligánství. Naposledy proti sobě týmy nastoupily v druhém kole League Cup 2009/10, 25. srpna 2009, v Upton Parku. Bylo to první vzájemné utkání po 4 letech a vůbec první v League Cup. Toto utkání přineslo mnoho škod na zdraví, majetku a hra byla kvůli výtržnostem fanoušků několikrát pozastavena.

## Hooligans
Propojení West Hamu s organizovaným fotbalovým násilím začíná v roce 1960 se založením skupiny The Mile End Mob (pojmenované podle jedné z nejhorších části East Endu). Od roku 1970 do 1980 nastává zlatá doba Hooligans ve Velké Británii, a fanoušci West Hamu se stávají proslulými pro svoje konflikty s policií a fanoušky ostatních týmů.
Inter City Firm byla jednou z prvních takzvaných "Casuals", zvaných tak proto, že dohledu policie unikali oblečením minimálně souvisejícím s fotbalem, a využíváním vlaků Inter City na rozdíl od většiny fanoušků využívající levné, hlídané football special vlaky. Od roku 1990 se díky sofistikované technice a policejnímu dozoru snížila míra násilí, ale intenzivní soupeření s Millwallem, Chelsea a dalšími významnými týmy pokračuje.

## Soupiska
K 4. září 2023
| Číslo |                   | Pozice | Hráč                    |
| ----- | ----------------- | ------ | ----------------------- |
| 1     | Polsko            | B      | Łukasz Fabiański        |
| 2     | Anglie            | O      | Ben Johnson             |
| 3     | Anglie            | O      | Aaron Cresswell         |
| 4     | Francie           | O      | Kurt Zouma (kapitán)    |
| 5     | Česko             | O      | Vladimír Coufal         |
| 7     | Anglie            | Z      | James Ward-Prowse       |
| 8     | Španělsko         | Z      | Pablo Fornals           |
| 9     | Jamajka           | Ú      | Michail Antonio         |
| 10    | Brazílie          | Z      | Lucas Paquetá           |
| 14    | Ghana             | Z      | Mohammed Kudus          |
| 15    | Řecko             | O      | Konstantinos Mavropanos |
| 17    | Pobřeží slonoviny | Ú      | Maxwel Cornet           |

| Číslo |          | Pozice | Hráč             |
| ----- | -------- | ------ | ---------------- |
| 18    | Anglie   | Ú      | Danny Ings       |
| 19    | Mexiko   | Z      | Edson Álvarez    |
| 20    | Anglie   | Ú      | Jarrod Bowen     |
| 21    | Itálie   | O      | Angelo Ogbonna   |
| 22    | Alžírsko | Ú      | Saïd Benrahma    |
| 23    | Francie  | B      | Alphonse Areola  |
| 24    | Německo  | O      | Thilo Kehrer     |
| 27    | Maroko   | O      | Nayef Aguerd     |
| 28    | Česko    | Z      | Tomáš Souček     |
| 33    | Itálie   | O      | Emerson Palmieri |
| 49    | Anglie   | B      | Joseph Anang     |

## Významní hráči
- Vic Watson (1920–1935)
- Bobby Moore (1958–1974)
- Martin Peters (1959–1970)
- Geoff Hurst (1959–1972)
- Trevor Brooking (1966–1984)

## Umístění v jednotlivých sezonách
Stručný přehled
Zdroj: 
- 1896–1898: London League (Division One)
- 1898–1899: Southern Football League (Division Two London)
- 1899–1915: Southern Football League (Division One)
- 1919–1923: Football League Second Division
- 1923–1932: Football League First Division
- 1932–1958: Football League Second Division
- 1958–1978: Football League First Division
- 1978–1981: Football League Second Division
- 1981–1989: Football League First Division
- 1989–1991: Football League Second Division
- 1991–1993: Football League First Division
- 1993–2003: Premier League
- 2003–2004: Football League First Division
- 2004–2005: Football League Championship
- 2005–2011: Premier League
- 2011–2012: Football League Championship
- 2012– : Premier League

Jednotlivé ročníky
Zdroj: 
Legenda: Z – zápasy, V – výhry, R – remízy, P – porážky, VG – vstřelené góly, OG – obdržené góly, +/- – rozdíl skóre, B – body, červené podbarvení – sestup, zelené podbarvení – postup, fialové podbarvení – reorganizace, změna skupiny či soutěže
| Anglie (1896 –)                                           |                                                |        |    |    |    |    |     |     |     |    |        |
| Sezóny                                                    | Liga                                           | Úroveň | Z  | V  | R  | P  | VG  | OG  | +/- | B  | Pozice |
| 1896/97                                                   | London League (Division One)                   | –      | 12 | 7  | 2  | 3  | 17  | 17  | 0   | 16 | 2.     |
| 1897/98                                                   | London League (Division One)                   | –      | 16 | 12 | 3  | 1  | 47  | 15  | +32 | 27 | 1.     |
| 1898/99                                                   | Southern Football League (Division Two London) | –      | 22 | 19 | 1  | 2  | 64  | 16  | +48 | 39 | 1.     |
| 1899/00                                                   | Southern Football League (Division One)        | –      | 28 | 8  | 5  | 15 | 30  | 45  | -15 | 21 | 14.    |
| 1900/01                                                   | Southern Football League (Division One)        | –      | 28 | 14 | 5  | 9  | 40  | 28  | +12 | 33 | 6.     |
| 1901/02                                                   | Southern Football League (Division One)        | –      | 30 | 17 | 6  | 7  | 45  | 28  | +17 | 40 | 4.     |
| 1902/03                                                   | Southern Football League (Division One)        | –      | 30 | 9  | 10 | 11 | 35  | 49  | -14 | 28 | 10.    |
| 1903/04                                                   | Southern Football League (Division One)        | –      | 34 | 10 | 7  | 17 | 39  | 44  | -5  | 27 | 12.    |
| 1904/05                                                   | Southern Football League (Division One)        | –      | 34 | 12 | 8  | 14 | 48  | 42  | +16 | 32 | 10.    |
| 1905/06                                                   | Southern Football League (Division One)        | –      | 34 | 14 | 5  | 15 | 42  | 39  | +3  | 33 | 11.    |
| 1906/07                                                   | Southern Football League (Division One)        | –      | 38 | 15 | 14 | 9  | 60  | 41  | +19 | 44 | 5.     |
| 1907/08                                                   | Southern Football League (Division One)        | –      | 38 | 15 | 10 | 13 | 47  | 48  | -1  | 40 | 10.    |
| 1908/09                                                   | Southern Football League (Division One)        | –      | 40 | 16 | 4  | 20 | 56  | 60  | -4  | 36 | 17.    |
| 1909/10                                                   | Southern Football League (Division One)        | –      | 42 | 15 | 15 | 12 | 69  | 56  | +13 | 45 | 9.     |
| 1910/11                                                   | Southern Football League (Division One)        | –      | 38 | 17 | 11 | 10 | 63  | 46  | +17 | 45 | 5.     |
| 1911/12                                                   | Southern Football League (Division One)        | –      | 38 | 13 | 7  | 18 | 64  | 69  | -5  | 33 | 13.    |
| 1912/13                                                   | Southern Football League (Division One)        | –      | 38 | 18 | 12 | 8  | 66  | 46  | +20 | 48 | 3.     |
| 1913/14                                                   | Southern Football League (Division One)        | –      | 38 | 15 | 12 | 11 | 61  | 60  | +1  | 42 | 6.     |
| 1914/15                                                   | Southern Football League (Division One)        | –      | 38 | 18 | 9  | 11 | 58  | 47  | +11 | 43 | 4.     |
| V letech 1915 až 1918 se nehrála žádná pravidelná soutěž. |                                                |        |    |    |    |    |     |     |     |    |        |
| 1919/20                                                   | Second Division                                | 2      | 42 | 19 | 9  | 14 | 47  | 40  | +7  | 47 | 7.     |
| 1920/21                                                   | Second Division                                | 2      | 42 | 19 | 10 | 13 | 51  | 30  | +21 | 48 | 5.     |
| 1921/22                                                   | Second Division                                | 2      | 42 | 20 | 8  | 14 | 52  | 39  | +13 | 48 | 4.     |
| 1922/23                                                   | Second Division                                | 2      | 42 | 20 | 11 | 11 | 63  | 38  | +25 | 51 | 2.     |
| 1923/24                                                   | First Division                                 | 1      | 42 | 13 | 15 | 14 | 40  | 43  | -3  | 41 | 13.    |
| 1924/25                                                   | First Division                                 | 1      | 42 | 15 | 12 | 15 | 62  | 60  | +2  | 42 | 13.    |
| 1925/26                                                   | First Division                                 | 1      | 42 | 15 | 7  | 20 | 63  | 76  | -13 | 37 | 18.    |
| 1926/27                                                   | First Division                                 | 1      | 42 | 19 | 8  | 15 | 86  | 70  | +16 | 46 | 6.     |
| 1927/28                                                   | First Division                                 | 1      | 42 | 14 | 11 | 17 | 81  | 88  | -7  | 39 | 17.    |
| 1928/29                                                   | First Division                                 | 1      | 42 | 15 | 9  | 18 | 86  | 96  | -10 | 39 | 17.    |
| 1929/30                                                   | First Division                                 | 1      | 42 | 19 | 5  | 18 | 86  | 79  | +7  | 43 | 7.     |
| 1930/31                                                   | First Division                                 | 1      | 42 | 14 | 8  | 20 | 79  | 94  | -15 | 36 | 18.    |
| 1931/32                                                   | First Division                                 | 1      | 42 | 12 | 7  | 23 | 62  | 107 | -45 | 31 | 22.    |
| 1932/33                                                   | Second Division                                | 2      | 42 | 13 | 9  | 20 | 75  | 93  | -18 | 35 | 20.    |
| 1933/34                                                   | Second Division                                | 2      | 42 | 17 | 11 | 14 | 78  | 70  | +8  | 45 | 7.     |
| 1934/35                                                   | Second Division                                | 2      | 42 | 26 | 4  | 12 | 80  | 63  | +17 | 56 | 3.     |
| 1935/36                                                   | Second Division                                | 2      | 42 | 22 | 8  | 12 | 90  | 68  | +22 | 52 | 4.     |
| 1936/37                                                   | Second Division                                | 2      | 42 | 19 | 11 | 12 | 73  | 55  | +18 | 49 | 6.     |
| 1937/38                                                   | Second Division                                | 2      | 42 | 14 | 14 | 14 | 53  | 52  | +1  | 42 | 9.     |
| 1938/39                                                   | Second Division                                | 2      | 42 | 17 | 10 | 15 | 70  | 52  | +18 | 44 | 11.    |
| V letech 1939 až 1945 se nehrála žádná pravidelná soutěž. |                                                |        |    |    |    |    |     |     |     |    |        |
| 1946/47                                                   | Second Division                                | 2      | 42 | 16 | 8  | 18 | 70  | 76  | -6  | 40 | 12.    |
| 1947/48                                                   | Second Division                                | 2      | 42 | 16 | 14 | 12 | 55  | 53  | +2  | 46 | 6.     |
| 1948/49                                                   | Second Division                                | 2      | 42 | 18 | 10 | 14 | 56  | 58  | -2  | 46 | 7.     |
| 1949/50                                                   | Second Division                                | 2      | 42 | 12 | 12 | 18 | 53  | 61  | -8  | 36 | 19.    |
| 1950/51                                                   | Second Division                                | 2      | 42 | 16 | 10 | 16 | 68  | 69  | -1  | 42 | 13.    |
| 1951/52                                                   | Second Division                                | 2      | 42 | 15 | 11 | 16 | 67  | 77  | -10 | 41 | 12.    |
| 1952/53                                                   | Second Division                                | 2      | 42 | 13 | 13 | 16 | 58  | 60  | -2  | 39 | 14.    |
| 1953/54                                                   | Second Division                                | 2      | 42 | 15 | 9  | 18 | 67  | 69  | -2  | 39 | 13.    |
| 1954/55                                                   | Second Division                                | 2      | 42 | 18 | 10 | 14 | 74  | 70  | +4  | 46 | 8.     |
| 1955/56                                                   | Second Division                                | 2      | 42 | 14 | 11 | 17 | 74  | 69  | +5  | 39 | 16.    |
| 1956/57                                                   | Second Division                                | 2      | 42 | 19 | 8  | 15 | 59  | 63  | -4  | 46 | 8.     |
| 1957/58                                                   | Second Division                                | 2      | 42 | 23 | 11 | 8  | 101 | 54  | +47 | 57 | 1.     |
| 1958/59                                                   | First Division                                 | 1      | 42 | 21 | 6  | 15 | 85  | 70  | +15 | 48 | 6.     |
| 1959/60                                                   | First Division                                 | 1      | 42 | 16 | 6  | 20 | 75  | 91  | -16 | 38 | 14.    |
| 1960/61                                                   | First Division                                 | 1      | 42 | 13 | 10 | 19 | 77  | 88  | -11 | 36 | 16.    |
| 1961/62                                                   | First Division                                 | 1      | 42 | 17 | 10 | 15 | 76  | 82  | -6  | 44 | 8.     |
| 1962/63                                                   | First Division                                 | 1      | 42 | 14 | 12 | 16 | 73  | 69  | +4  | 40 | 12.    |
| 1963/64                                                   | First Division                                 | 1      | 42 | 14 | 12 | 16 | 69  | 74  | -5  | 40 | 14.    |
| 1964/65                                                   | First Division                                 | 1      | 42 | 19 | 4  | 19 | 82  | 71  | +11 | 42 | 9.     |
| 1965/66                                                   | First Division                                 | 1      | 42 | 15 | 9  | 18 | 70  | 83  | -13 | 39 | 12.    |
| 1966/67                                                   | First Division                                 | 1      | 42 | 14 | 8  | 20 | 80  | 84  | -4  | 36 | 16.    |
| 1967/68                                                   | First Division                                 | 1      | 42 | 14 | 10 | 18 | 73  | 69  | +4  | 38 | 12.    |
| 1968/69                                                   | First Division                                 | 1      | 42 | 13 | 18 | 11 | 66  | 50  | +16 | 44 | 8.     |
| 1969/70                                                   | First Division                                 | 1      | 42 | 12 | 12 | 18 | 51  | 60  | -9  | 36 | 17.    |
| 1970/71                                                   | First Division                                 | 1      | 42 | 10 | 14 | 18 | 47  | 60  | -13 | 34 | 20.    |
| 1971/72                                                   | First Division                                 | 1      | 42 | 12 | 12 | 18 | 47  | 51  | -4  | 36 | 14.    |
| 1972/73                                                   | First Division                                 | 1      | 42 | 17 | 12 | 13 | 67  | 53  | +14 | 46 | 6.     |
| 1973/74                                                   | First Division                                 | 1      | 42 | 11 | 15 | 16 | 55  | 60  | -5  | 37 | 18.    |
| 1974/75                                                   | First Division                                 | 1      | 42 | 13 | 13 | 16 | 58  | 59  | -1  | 39 | 13.    |
| 1975/76                                                   | First Division                                 | 1      | 42 | 13 | 10 | 19 | 48  | 71  | -23 | 36 | 18.    |
| 1976/77                                                   | First Division                                 | 1      | 42 | 11 | 14 | 17 | 46  | 65  | -19 | 36 | 17.    |
| 1977/78                                                   | First Division                                 | 1      | 42 | 12 | 8  | 22 | 52  | 69  | -17 | 32 | 20.    |
| 1978/79                                                   | Second Division                                | 2      | 42 | 18 | 14 | 10 | 70  | 39  | +31 | 50 | 5.     |
| 1979/80                                                   | Second Division                                | 2      | 42 | 20 | 7  | 15 | 54  | 43  | +11 | 47 | 7.     |
| 1980/81                                                   | Second Division                                | 2      | 42 | 28 | 10 | 4  | 79  | 29  | +50 | 66 | 1.     |
| 1981/82                                                   | First Division                                 | 1      | 42 | 14 | 16 | 12 | 66  | 57  | +9  | 58 | 9.     |
| 1982/83                                                   | First Division                                 | 1      | 42 | 20 | 4  | 18 | 68  | 62  | +6  | 64 | 8.     |
| 1983/84                                                   | First Division                                 | 1      | 42 | 17 | 9  | 16 | 60  | 55  | +5  | 60 | 9.     |
| 1984/85                                                   | First Division                                 | 1      | 42 | 13 | 12 | 17 | 51  | 68  | -17 | 51 | 16.    |
| 1985/86                                                   | First Division                                 | 1      | 42 | 26 | 6  | 10 | 74  | 40  | +34 | 84 | 3.     |
| 1986/87                                                   | First Division                                 | 1      | 42 | 14 | 10 | 18 | 52  | 67  | -15 | 52 | 16.    |
| 1987/88                                                   | First Division                                 | 1      | 40 | 9  | 15 | 16 | 40  | 52  | -12 | 42 | 16.    |
| 1988/89                                                   | First Division                                 | 1      | 38 | 10 | 8  | 20 | 37  | 62  | -25 | 38 | 19.    |
| 1989/90                                                   | Second Division                                | 2      | 46 | 20 | 12 | 14 | 80  | 57  | +23 | 72 | 7.     |
| 1990/91                                                   | Second Division                                | 2      | 46 | 24 | 15 | 7  | 60  | 34  | +26 | 87 | 2.     |
| 1991/92                                                   | First Division                                 | 1      | 42 | 9  | 11 | 22 | 37  | 59  | -22 | 38 | 22.    |
| 1992/93                                                   | First Division                                 | 2      | 46 | 26 | 10 | 10 | 81  | 41  | +40 | 88 | 2.     |
| 1993/94                                                   | Premier League                                 | 1      | 42 | 13 | 13 | 16 | 47  | 58  | -11 | 52 | 13.    |
| 1994/95                                                   | Premier League                                 | 1      | 42 | 13 | 11 | 18 | 44  | 48  | -4  | 50 | 14.    |
| 1995/96                                                   | Premier League                                 | 1      | 38 | 14 | 9  | 15 | 43  | 52  | -9  | 51 | 10.    |
| 1996/97                                                   | Premier League                                 | 1      | 38 | 10 | 12 | 16 | 44  | 57  | -13 | 42 | 14.    |
| 1997/98                                                   | Premier League                                 | 1      | 38 | 16 | 8  | 14 | 56  | 57  | -1  | 56 | 8.     |
| 1998/99                                                   | Premier League                                 | 1      | 38 | 16 | 9  | 13 | 46  | 53  | -7  | 57 | 5.     |
| 1999/00                                                   | Premier League                                 | 1      | 38 | 15 | 10 | 13 | 52  | 53  | -1  | 55 | 9.     |
| 2000/01                                                   | Premier League                                 | 1      | 38 | 10 | 12 | 16 | 45  | 50  | -5  | 42 | 15.    |
| 2001/02                                                   | Premier League                                 | 1      | 38 | 15 | 8  | 15 | 48  | 57  | -9  | 53 | 7.     |
| 2002/03                                                   | Premier League                                 | 1      | 38 | 10 | 12 | 16 | 42  | 59  | -17 | 42 | 18.    |
| 2003/04                                                   | First Division                                 | 2      | 46 | 19 | 17 | 10 | 67  | 45  | +22 | 74 | 4.     |
| 2004/05                                                   | The Championship                               | 2      | 46 | 21 | 10 | 15 | 66  | 56  | +10 | 73 | 6.     |
| 2005/06                                                   | Premier League                                 | 1      | 38 | 16 | 7  | 15 | 52  | 55  | -3  | 55 | 9.     |
| 2006/07                                                   | Premier League                                 | 1      | 38 | 12 | 5  | 21 | 35  | 59  | -24 | 41 | 15.    |
| 2007/08                                                   | Premier League                                 | 1      | 38 | 13 | 10 | 15 | 42  | 50  | -8  | 49 | 10.    |
| 2008/09                                                   | Premier League                                 | 1      | 38 | 14 | 9  | 15 | 42  | 45  | -3  | 51 | 9.     |
| 2009/10                                                   | Premier League                                 | 1      | 38 | 8  | 11 | 19 | 47  | 66  | -19 | 35 | 17.    |
| 2010/11                                                   | Premier League                                 | 1      | 38 | 7  | 12 | 19 | 43  | 70  | -27 | 33 | 20.    |
| 2011/12                                                   | The Championship                               | 2      | 46 | 24 | 14 | 8  | 81  | 48  | +33 | 86 | 3.     |
| 2012/13                                                   | Premier League                                 | 1      | 38 | 12 | 10 | 16 | 45  | 53  | -8  | 46 | 10.    |
| 2013/14                                                   | Premier League                                 | 1      | 38 | 11 | 7  | 20 | 40  | 51  | -11 | 40 | 13.    |
| 2014/15                                                   | Premier League                                 | 1      | 38 | 12 | 11 | 15 | 44  | 47  | -3  | 47 | 12.    |
| 2015/16                                                   | Premier League                                 | 1      | 38 | 16 | 14 | 8  | 65  | 51  | +14 | 62 | 7.     |
| 2016/17                                                   | Premier League                                 | 1      | 38 | 12 | 9  | 17 | 47  | 64  | -17 | 45 | 11.    |
| 2017/18                                                   | Premier League                                 | 1      | 38 | 10 | 12 | 16 | 48  | 68  | -20 | 42 | 13.    |
| 2018/19                                                   | Premier League                                 | 1      | 38 | 15 | 7  | 16 | 52  | 55  | -3  | 52 | 10.    |
| 2019/20                                                   | Premier League                                 | 1      | 38 | 10 | 9  | 19 | 49  | 62  | -13 | 39 | 16.    |
| 2020/21                                                   | Premier League                                 | 1      | 38 | 19 | 8  | 11 | 62  | 47  | +15 | 65 | 6.     |
| 2021/22                                                   | Premier League                                 | 1      | 38 | 16 | 8  | 14 | 60  | 51  | +9  | 56 | 7.     |
| 2022/23                                                   | Premier League                                 | 1      | 38 | 11 | 7  | 20 | 42  | 55  | -13 | 40 | 14.    |
| 2023/24                                                   | Premier League                                 | 1      | 38 | 14 | 10 | 14 | 60  | 74  | -14 | 52 | 9.     |

Poznámky:
- 1897/98: Klub po sezóně odstoupil z London League, následně se přihlásil do Southern Football League.
- 1918/19: Klub uspěl v hlasování o vstup do Football League (rozšíření Second Division).

## Účast v evropských pohárech
| Ročník  | Soutěž                         | Kolo        | Klub                     | Doma | Venku | Celkem         |
| ------- | ------------------------------ | ----------- | ------------------------ | ---- | ----- | -------------- |
| 1964/65 | Pohár vítězů pohárů            | 1. kolo     | KAA Gent                 | 1:1  | 1:0   | 2:1            |
| 1964/65 | Pohár vítězů pohárů            | 2. kolo     | Spartak Praha Sokolovo   | 2:0  | 1:2   | 3:2            |
| 1964/65 | Pohár vítězů pohárů            | Čtvrtfinále | Lausanne Sports          | 4:3  | 2:1   | 6:4            |
| 1964/65 | Pohár vítězů pohárů            | Semifinále  | Real Zaragoza            | 2:1  | 1:1   | 3:2            |
| 1964/65 | Pohár vítězů pohárů            | Finále      | TSV 1860 München         | 2:0  | 2:0   | 2:0            |
| 1965/66 | Pohár vítězů pohárů            | 2. kolo     | Olympiacos FC            | 4:0  | 2:2   | 6:2            |
| 1965/66 | Pohár vítězů pohárů            | Čtvrtfinále | 1. FC Magdeburg          | 1:0  | 1:1   | 2:1            |
| 1965/66 | Pohár vítězů pohárů            | Semifinále  | Borussia Dortmund        | 1:2  | 1:3   | 2:5            |
| 1975/76 | Pohár vítězů pohárů            | 1. kolo     | Lahden Reipas            | 3:0  | 2:2   | 5:2            |
| 1975/76 | Pohár vítězů pohárů            | 2. kolo     | FC Ararat Jerevan        | 3:1  | 1:1   | 4:2            |
| 1975/76 | Pohár vítězů pohárů            | Čtvrtfinále | ADO Den Haag             | 3:1  | 2:4   | 5:5            |
| 1975/76 | Pohár vítězů pohárů            | Semifinále  | Eintracht Frankfurt      | 3:1  | 1:2   | 4:3            |
| 1975/76 | Pohár vítězů pohárů            | Finále      | RSC Anderlecht           | 2:4  | 2:4   | 2:4            |
| 1980/81 | Pohár vítězů pohárů            | 1. kolo     | Real Madrid Castilla     | 5:1  | 1:3   | 6:4            |
| 1980/81 | Pohár vítězů pohárů            | 2. kolo     | FC Politehnica Timişoara | 4:0  | 0:1   | 4:1            |
| 1980/81 | Pohár vítězů pohárů            | Čtvrtfinále | FC Dinamo Tbilisi        | 1:4  | 1:0   | 2:4            |
| 1999    | Pohár Intertoto                | 3. kolo     | FC Jokerit               | 1:0  | 1:1   | 2:1            |
| 1999    | Pohár Intertoto                | Semifinále  | SC Heerenveen            | 1:0  | 1:0   | 2:0            |
| 1999    | Pohár Intertoto                | Finále      | FC Metz                  | 0:1  | 3:1   | 3:2            |
| 1999/00 | Pohár UEFA                     | 1. kolo     | NK Osijek                | 3:0  | 3:1   | 6:1            |
| 1999/00 | Pohár UEFA                     | 2. kolo     | FC Steaua București      | 0:0  | 0:2   | 0:2            |
| 2006/07 | Pohár UEFA                     | 1. kolo     | US Città di Palermo      | 0:1  | 0:3   | 0:4            |
| 2015/16 | Evropská liga UEFA             | 1. předkolo | FC Lusitanos             | 3:0  | 1:0   | 4:0            |
| 2015/16 | Evropská liga UEFA             | 2. předkolo | Birkirkara FC            | 1:0  | 0:1   | 1:1 (5:3 pen.) |
| 2015/16 | Evropská liga UEFA             | 3. předkolo | FC Astra Giurgiu         | 2:2  | 1:2   | 3:4            |
| 2016/17 | Evropská liga UEFA             | 3. předkolo | NK Domžale               | 3:0  | 1:2   | 4:2            |
| 2016/17 | Evropská liga UEFA             | 4. předkolo | FC Astra Giurgiu         | 0:1  | 1:1   | 1:2            |
| 2021/22 | Evropská liga UEFA             | Skupina H   | GNK Dinamo Záhřeb        | 0:1  | 2:0   | 1. místo       |
| 2021/22 | Evropská liga UEFA             | Skupina H   | SK Rapid Vídeň           | 2:0  | 2:0   | 1. místo       |
| 2021/22 | Evropská liga UEFA             | Skupina H   | [[KRC Genk\|]] KRC Genk  | 3:0  | 2:2   | 1. místo       |
| 2021/22 | Evropská liga UEFA             | Osmifinále  | Sevilla FC               | 2:0  | 0:1   | 2:1            |
| 2021/22 | Evropská liga UEFA             | Čtvrtfinále | Olympique Lyon           | 1:1  | 3:0   | 4:1            |
| 2021/22 | Evropská liga UEFA             | Semifinále  | Eintracht Frankfurt      | 1:2  | 0:1   | 1:3            |
| 2022/23 | Evropská konferenční liga UEFA | 4. předkolo | Viborg FF                | 3:1  | 3:0   | 6:1            |
| 2022/23 | Evropská konferenční liga UEFA | Skupina B   | RSC Anderlecht           | 2:1  | 1:0   | 1. místo       |
| 2022/23 | Evropská konferenční liga UEFA | Skupina B   | Silkeborg IF             | 1:0  | 3:2   | 1. místo       |
| 2022/23 | Evropská konferenční liga UEFA | Skupina B   | FC Steaua București      | 3:1  | 3:0   | 1. místo       |
| 2022/23 | Evropská konferenční liga UEFA | Osmifinále  | AEK Larnaka              | 4:0  | 2:0   | 6:0            |
| 2022/23 | Evropská konferenční liga UEFA | Čtvrtfinále | KAA Gent                 | 4:1  | 1:1   | 5:2            |
| 2022/23 | Evropská konferenční liga UEFA | Semifinále  | AZ Alkmaar               | 2:1  | 1:0   | 3:1            |
| 2022/23 | Evropská konferenční liga UEFA | Finále      | ACF Fiorentina           | 2:1  | 2:1   | vítěz          |
| 2023/24 | Evropská liga UEFA             | Skupina H   | SC Freiburg              | 2:0  | 2:1   | 1. místo       |
| 2023/24 | Evropská liga UEFA             | Skupina H   | Olympiakos               | 1:0  | 1:2   | 1. místo       |
| 2023/24 | Evropská liga UEFA             | Skupina H   | TSC Bačka Topola         | 3:1  | 1:0   | 1. místo       |
| 2023/24 | Evropská liga UEFA             | Osmifinále  | SC Freiburg              |      |       |                |